# اتانیمین
اتانیمین یک ترکیب ارگانونتوژن است که به عنوان یک ایمین طبقه‌بندی می‌شود. این ماده با واکنش استالدهید و آمونیاک تشکیل می‌شود اما به سرعت در ترمیم آمونیاک استالدهید پلیمریزه می‌شود. این ترکیب به خوبی در زمین شناخته شده نیست، اما به وفور در ساگیتاریوس ب۲ شناسایی شده‌است. . تلسکوپ‌های رادیویی مانند تلسکوپ بانک سبز رصدخانه رادیو تلسکوپ گرین بنک و کسانی که در رصدخانه ملی رادیویی آمریکا (اندازه‌گیری نور فرکانس رادیویی لامبدا از ۱–۳۰۰ گیگاهرتز شروع می‌شود) قادر به شناسایی مولکولهای آلی مانند اتانیمینها هستند زیرا انتقال انرژی داخلی آن، به‌طور خاص انتقال چرخشی در فرکانس رادیویی ۱۴۰۸۵ مگاهرتز تا ۱۴۰٫۸ گیگاهرتز است.